# Tomas Žvirgždauskas
Tomas Žvirgždauskas, född 18 maj 1975 i Vilnius, dåvarande Sovjetunionen, är en litauisk före detta fotbollsspelare som bland annat spelat i Halmstads BK.
Žvirgždauskas anslöt till Halmstads trupp under säsongen 2002. Han tog fort en plats i startelvan och skulle komma att bli kvar i tio säsonger. Under många år bildade han ett fruktat mittbackspar tillsammans med Tommy Jönsson, därefter med Johnny Lundberg och senare med Richard Magyar.
Žvirgždauskas har spelat 56 landskamper för Litauens landslag. Av dessa gjorde han 32 som halmstadsspelare, vilket gör honom till den spelare som vid flest landskamper representerat Halmstads BK.
Efter att ha avslutat fotbollskarriären har Žvirgždauskas bott kvar i Halmstad med sin familj. Han jobbar idag som lastbilschaufför.

## Meriter
- Allsvenskan:
  - Stort silver: 2004 (Halmstads BK)
- Polska ligan: 
  - Guld: 2000 (Polonia Warszawa)
- 45 matcher i Litauens fotbollslandslag